# Jason Richardson (atleta)
Jason Alexander Richardson (Houston, 4 aprile 1986) è un ostacolista statunitense, campione mondiale dei 110 metri ostacoli a Taegu 2011.

## Progressione

### 110 metri ostacoli
| Stagione | Tempo | Luogo       | Data      | Rank. Mond. |
| -------- | ----- | ----------- | --------- | ----------- |
| 2017     | 13"65 | Lucerna     | 11-7-2017 | 97º         |
| 2016     | 13"28 | Eugene      | 9-7-2016  | 19º         |
| 2015     | 13"12 | Eugene      | 28-6-2015 | 9º          |
| 2014     | 13"29 | Losanna     | 3-7-2014  | 19º         |
| 2013     | 13"20 | Losanna     | 4-7-2013  | 12º         |
| 2012     | 12"98 | Birmingham  | 26-8-2012 | 3º          |
| 2012     | 12"98 | Eugene      | 30-6-2012 | 3º          |
| 2012     | 12"98 | Eugene      | 30-6-2012 | 3º          |
| 2011     | 13"04 | Zagabria    | 13-9-2011 | 4º          |
| 2010     | 13"34 | Zurigo      | 19-8-2010 | 14º         |
| 2010     | 13"34 | Monaco      | 22-7-2010 | 14º         |
| 2009     | 13"29 | Gainesville | 17-5-2009 | 15º         |
| 2008     | 13"21 | Tallahassee | 31-5-2008 | 8º          |
| 2006     | 13"43 | Greensboro  | 26-5-2006 | 27º         |
| 2005     | 13"50 | Sacramento  | 10-6-2005 | 34º         |
| 2004     | 13"76 | Denton      | 22-4-2004 | 119º        |

## Palmarès
| Anno | Manifestazione   | Sede       | Evento   | Risultato | Prestazione | Note |
| ---- | ---------------- | ---------- | -------- | --------- | ----------- | ---- |
| 2003 | Mondiali allievi | Sherbrooke | 110 m hs | Oro       | 13"29       |      |
| 2003 | Mondiali allievi | Sherbrooke | 400 m hs | Oro       | 49"91       |      |
| 2011 | Mondiali         | Taegu      | 110 m hs | Oro       | 13"16       |      |
| 2012 | Giochi olimpici  | Londra     | 110 m hs | Argento   | 13"04       |      |
| 2013 | Mondiali         | Mosca      | 110 m hs | 4º        | 13"27       |      |